# Бумделинг (заказник)
Природный заказник Бумделинг — охраняемая природная территория, расположенная на северо-востоке Бутана, преимущественно в дзонгхагах Трашиянгце и Лхунце. Площадь заказника 1521 км², в которую входит площадь буферной зоны (450 км²), высотный градиент 1500 - 6000 м н.у.м. Заказник находится вблизи границ с Китаем и Индией (штат Аруначал-Прадеш). Он учреждён в 1995 году (фактически организован в 1998 году) с целью защиты и сохранения нетронутых восточно-гималайских экосистем, от широколиственных лесов до субальпийских и альпийских сообществ. На территории заказника находится около 3000 домашних хозяйств постоянных жителей, а также несколько культурных и религиозных объектов, имеющих международное значение, таких как Сингье-дзонг .
В Бумделинге обитает около 100 видов млекопитающих, среди которых редкие виды такие как белогрудый медведь, кабарга, голубой баран, снежный барс, бенгальский тигр и красная панда. Но особо значима территория как зимнее убежище исчезающих черношейных журавлей (Grus nigricollis), которых здесь собирается до 150 особей. Они обитают вблизи озёр в альпийской зоне.
В 2012 году Природный заказник Бумделинг был включен в предварительный список Бутана для включения в Список объектов всемирного наследия ЮНЕСКО.